# Baeus latrodecti
Baeus latrodecti är en stekelart som beskrevs av Dozier 1931. Baeus latrodecti ingår i släktet Baeus och familjen Scelionidae. Inga underarter finns listade.